# Gheorghi Jukov
Gheorghi Konstantinovici Jukov (în rusă Георгий Константинович Жуков; n. 2 decembrie 1896, Strelkovka⁠(d), Maloiaroslaveț⁠(d), Kaluga Governorate⁠(d), Imperiul Rus – d. 18 iunie 1974, Moscova, URSS) a fost un militar și politician sovietic. Jukov este considerat drept unul dintre cei mai mari comandanți din cel de-Al Doilea Război Mondial.

## Carieră antebelică
Jukov s-a născut într-o familie țărănească în satul Strelkovka, raionul Maloiaroslaveț, gubernia Kaluga (în zilele noastre raionul Jukovo, regiunea Kaluga). A plecat de mic ca ucenic la o fabrică din Moscova. În 1915 a fost încorporat în armata țaristă ca soldat într-un regiment de dragoni și a luat parte la luptele Primului Război Mondial. Jukov a fost decorat de două ori cu ordinul Crucea Sfântului Gheorghe și a fost avansat la gradul de sergent pentru vitejia arătată în luptă. A intrat în rândurile Partidului Bolșevic după victoria Marii Revoluții Socialiste din Octombrie, originea socială modestă fiind o calitate foarte apreciată la dosarul personal. După ce s-a vindecat de tifos, a luptat în războiul civil și a fost decorat pe 31 august 1922 cu Ordinul Steagul Roșu de Luptă pentru înăbușirea răscoalei țărănești din zona Tambovului pusă la cale de contrarevoluționarii albi.
Până în 1923, Jukov a fost promovat la comanda unui regiment, iar în 1930 la comanda unei brigăzi. A fost unul dintre cei mai hotărâți susținători ai noii teorii a luptei de vehicule blindate și a fost remarcat pentru capacitatea de planificare amănunțită, disciplina strictă și severitatea  sa. A reușit să supraviețuiască epurărilor staliniste a principalilor comandanți ai Armatei Roșii din perioada 1937-39.
În 1938, Jukov a fost numit la comanda Corpul I de Armată Mongolă cu care a luptat împotriva Armata din Kwantung japoneză pe frontul stabilit de-a lungul frontierei dintre Mongolia și statul marionetă Manciukuo
(controlat de Japonia), în războiul nedeclarat care a durat din 1938 până în 1939. Ceea ce a început ca hărțuiri obișnuite de frontieră – japonezii testând capacitatea sovieticilor de apărare a granițelor – a evoluat rapid până la stadiul de război pe scară largă, niponii aruncând în luptă 80.000 de soldați, 180 de tancuri și 450 de avioane.
Totul a culminat cu bătălia de la Halhîn Gol. Jukov a cerut întăriri masive și, după ce le-a primit, în 15 august 1939, a dat ordinul de declanșare a unui atac care părea că este unul clasic, frontal. Însă el a ținut în rezervă două brigăzi de tancuri, pe care, într-o manevră îndrăzneață, care s-a încheiat cu succes, le-a ordonat să avanseze pe cele două flancuri ale niponilor. Fiind sprijinite foarte eficient de artileria motorizată și de infanterie, cele două grupuri de tancuri au încercuit Armata a VI-a japoneză și au capturat zonele de aprovizionare slab apărate. În câteva zile, trupele japoneze au fost înfrânte.
Pentru această operațiune, lui Jukov i s-a conferit titlul de Erou al Uniunii Sovietice. În afara Uniunii Sovietice, această bătălie a fost puțin cunoscută, dat fiind că aproximativ în  același timp a izbucnit în Europa Al Doilea Război Mondial. Atacul purtat în forță de grupurile masive, mobile de tancuri a trecut neobservat în Europa Occidentală, iar, drept consecința, Blitzkriegul german împotriva Franței din 1940 a fost o mare surpriză pentru Aliați.
După ce a fost avansat la gradul de general, în 1940, Jukov a fost pentru o scurtă perioadă de timp, (ianuarie – iulie 1941), șeful Marelui Stat Major al Armatei Roșii. În urma unor neînțelegeri cu Stalin, a fost înlocuit de la comandă de mareșalul Boris Șapoșnikov, (înlocuit și acesta cu Alexandr Vasilevski în 1942).

## Al Doilea Război Mondial

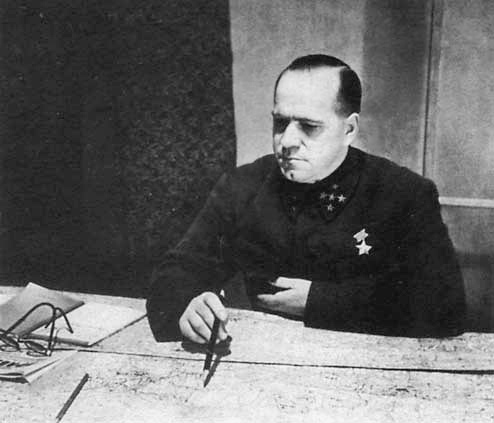
Gheorghi Jukov în octombrie 1941

În conformitate cu cele scrise în cartea sa de memorii, (scrisă după moartea lui Stalin, în plină campanie de destalinizare a lui Hrușciov), Jukov a fost un critic neînfricat al deciziilor lui Stalin și a altor comandanți în perioada imediată a invaziei germane a Uniunii Sovietice din iunie 1941 (vezi Marele Război Patriotic). De exemplu, Jukov i-ar fi sugerat lui Stalin ca Armata Roșie să abandoneze Kievul. Stalin a respins propunerea, iar ca rezultat, Jukov a fost schimbat din funcția de Șef al Marelui Stat Major și a fost transferat în districtul militar Leningrad, unde a fost pus să organizeze apărarea orașului. Decizia de destituire a lui Jukov ar fi putut fi pusă în legătură cu înfrângerile militare catastrofice ale sovieticilor din vara anului 1941, pentru care atât Stalin, cât și Jukov se făceau responsabili. În sectorul Leningradului, Jukov a reușit să oprească avansarea trupelor germane la porțile orașului în toamna anului 1941.
În octombrie 1941, când naziștii au asediat Moscova, Jukov l-a înlocuit pe Semion Timoșenko la comanda Frontului Central și a primit sarcina de conducere a apărării Capitalei. (Vezi și Bătălia de la Moscova). El a fost cel care a condus transferul de trupe din Orientul Îndepărtat, unde staționau un mare număr de trupe terestre încă din prima zi a atacului lui Hitler. În decembrie 1941, o contraofensivă încununată de succes i-a împins înapoi pe germani din fața capitalei sovietice. Această victorie a fost pusă, în special, pe seama capacităților deosebite ale lui Jukov de organizare a logisticii.
Din acest moment, Jukov a reintrat în grațiile lui Stalin, dictatorul prețuindu-l în mod deosebit tocmai pentru sinceritatea sa, tot cea care îi adusese schimbarea de la comanda Statului Major. Bunăvoința cu care Stalin primea criticile generalilor săi a contribuit până în cele din urmă la succesul lui în funcția de Comandant Suprem al forțelor sovietice, spre deosebire de Hitler, care îi îndepărta pe toți generalii care îl contraziceau.
În 1942, Jukov a fost numit în funcția de adjunct al Șefului Statului Major și a fost trimis pe frontul de sud-vest pentru a organiza apărarea Stalingradului. Jukov a acționat sub comanda supremă a lui Vasilevski și a reușit să despresureze Stalingradul și să încercuiască Armata a VI-a Germană în 1943, (vezi și Bătălia de la Stalingrad). În timpul operațiunilor de la Stalingrad, Jukov a efectuat multe atacuri care nu au fost încununate de succes pe direcțiile Rjev, Sicevka și Viazma, (cunoscute cu numele de "mașina de tocat carne de la Rjev" ("Ржевская мясорубка"). Cu toate acestea, Jukov a pretins că succesul de la Stalingrad îi aparține în totalitate, ceea ce l-a determinat  pe Stalin să semnaleze purtarea necorespunzătoare a generalului: 

"În ciuda afirmațiilor lui Jukov, el nu a avut nici o legătură cu planurile de lichidare a grupului de armate germane de la Stalingrad; este știut că planurile au fost puse la punct și au început să fie puse în practică în iarna lui 1942, când Jukov se afla pe alt front, departe de Stalingrad ".

În ianuarie 1943, Jukov a organizat prima străpungere a liniilor germane care asediau Leningradul. A fost coordonatorul STAVKA în bătălia de la Kursk din iulie 1943, având rolul central în planificarea defensivei sovietice și a atacului încununat cu un uriaș succes care a urmat. Victoria de la Kursk a reprezentat prima înfrângere majoră a blitzkriegului german în timpul unei campanii de vară și a fost considerată o bătălie cel puțin la fel de hotărâtoare ca și cea de la Stalingrad. 

După destituirea mareșalului Kliment Voroșilov, Jukov a reușit să despresureze Leningradul în ianuarie 1944. El a fost cel care a condus ofensiva sovietică finală asupra Germaniei și a fost cel care a cucerit Berlinul în aprilie 1945, (vezi și Bătălia de la Berlin), fiind și primul comandant al zonei de ocupație sovietică din Germania. Dat fiind faptul că era cel mai proeminent comandant militar al Marelui Război pentru Apărarea Patriei, Jukov a deschis Parada Militară a Victoriei din Piața Roșie din Moscova din 1945.
Generalul Eisenhower, comandantul suprem aliat din vest, a fost un mare admirator al mareșalului Jukov, cei doi întâlnindu-se în Uniunea Sovietică imediat după terminarea războiului.

## Cariera postbelică
Jukov a câștigat o uriașă popularitate în rândurile cadrelor armatei, dar și printre oamenii sovietici de rând și a devenit o amenințare posibilă la adresa lui Stalin și a dictaturii sale. Ca urmare, în 1947, Jukov a fost retrogradat din funcție, fiind numit comandant al regiunii militare Odessa, departe de Moscova, într-o zonă lipsită de importanță strategică și de trupe numeroase și puternice. După moartea lui Stalin, Jukov s-a reîntors la Moscova în funcții importante de comandă, adjunct al ministrului apărării (1953) și ministru al apărării (1955).
În 1953, Jukov a sprijinit noua conducere a partidului comunist în acțiunea de eliminare a lui Lavrenti Beria, șeful aparatului securității statului și unul dintre principalii organizatori ai epurărilor staliniste.
Jukov, ca ministru al apărării al URSS, a fost responsabil pentru invazia Ungariei pentru reprimarea revoluției anticomuniste din octombrie 1956. Alături de majoritatea membrilor Prezidiumului, el l-a îndemnat pe Nikita Hrușciov să trimită trupe  în sprijinul autorităților comuniste maghiare și pentru securizarea graniței ungaro-austriece. Totuși, Jukov și cei mai mulți membri ai Prezidiumului nu erau dornici să implice Armata Roșie într-un conflict de proporții în Ungaria, mareșalul recomandând chiar retragerea trupelor sovietice atunci când părea că militarii ar fi fost dispuși să ia măsuri extreme pentru reprimarea revoluției. Poziția lui Jukov și a tovarășilor săi s-a schimbat încă o dată atunci când noul prim-ministru al Ungariei, Imre Nagy, a început să vorbească despre retragerea țării din Pactul de la Varșovia. Ca urmare, sovieticii au zdrobit revolta maghiară și l-au instalat pe János Kádár în locul lui Nagy.
În 1957, Jukov l-a sprijinit pe Hrușciov împotriva inamicilor conservatori, așa numitul "Grupul antipartinic" condus de Viaceslav Molotov. Discursul lui Jukov ținut în plenul Comitetul Central al Partidului Comunist al Uniunii Sovietice a fost cel mai agresiv, denunțându-i pe neostaliniști pentru complicitate la crimele dictatorului.
În iunie 1957, Jukov a devenit membru plin al Prezidiumului CC al PCUS. A fost în dezacord cu Hrușciov de mai multe ori în probleme importante care priveau politica față de forțele armate. Hrușciov a hotărât reducerea forțelor convenționale în timp ce acorda o mai mare importanță forțele nucleare strategice ca principală forță de intimidare, în felul acesta eliberând personalul și resursele financiare pentru sectorul civil al economiei.
Jukov sprijinea interesele militarilor și era în dezacord cu politica lui Hrușciov. Hrușciov, ca o demonstrație a puterii partidului asupra armatei, l-a destituit pe Jukov din funcția de ministru și l-a exclus din CC al PCUS în octombrie 1957. În memoriile sale, Hrușciov a spus că a crezut că Jukov plănuia o lovitură de stat. 
După debarcarea lui Hrușciov din octombrie 1964, noua conducere sovietică a lui Leonid Brejnev și Alexei Kosîghin a apelat din nou la serviciile lui Jukov, fără însă să-i mai permită acestuia să aibă puterea de odinioară. Se spune că Brejnev a fost înfuriat când, la a 20-a aniversare a victoriei în Marele Război pentru Apărarea Patriei, el a primit aclamații mai puțin puternice decât cele primite de Jukov. Brejnev, care în timpul războiului a fost comisar politic de rang mediu, a fost preocupat tot timpul să-și crească importanța proprie în victoria împotriva nazismului.
Jukov a rămas o persoană extrem de populară în Uniunea Sovietică până la moartea sa din 1974. A fost înmormântat cu cele mai înalte onoruri militare.
Asteroidul 2132 Jukov a fost botezat în onoarea sa. În 1995, comemorând 100 de ani de la nașterea mareșalului, în Federația Rusă au fost înființate Ordinul Jukov și Medalia Jukov.

## Opinii contemporane

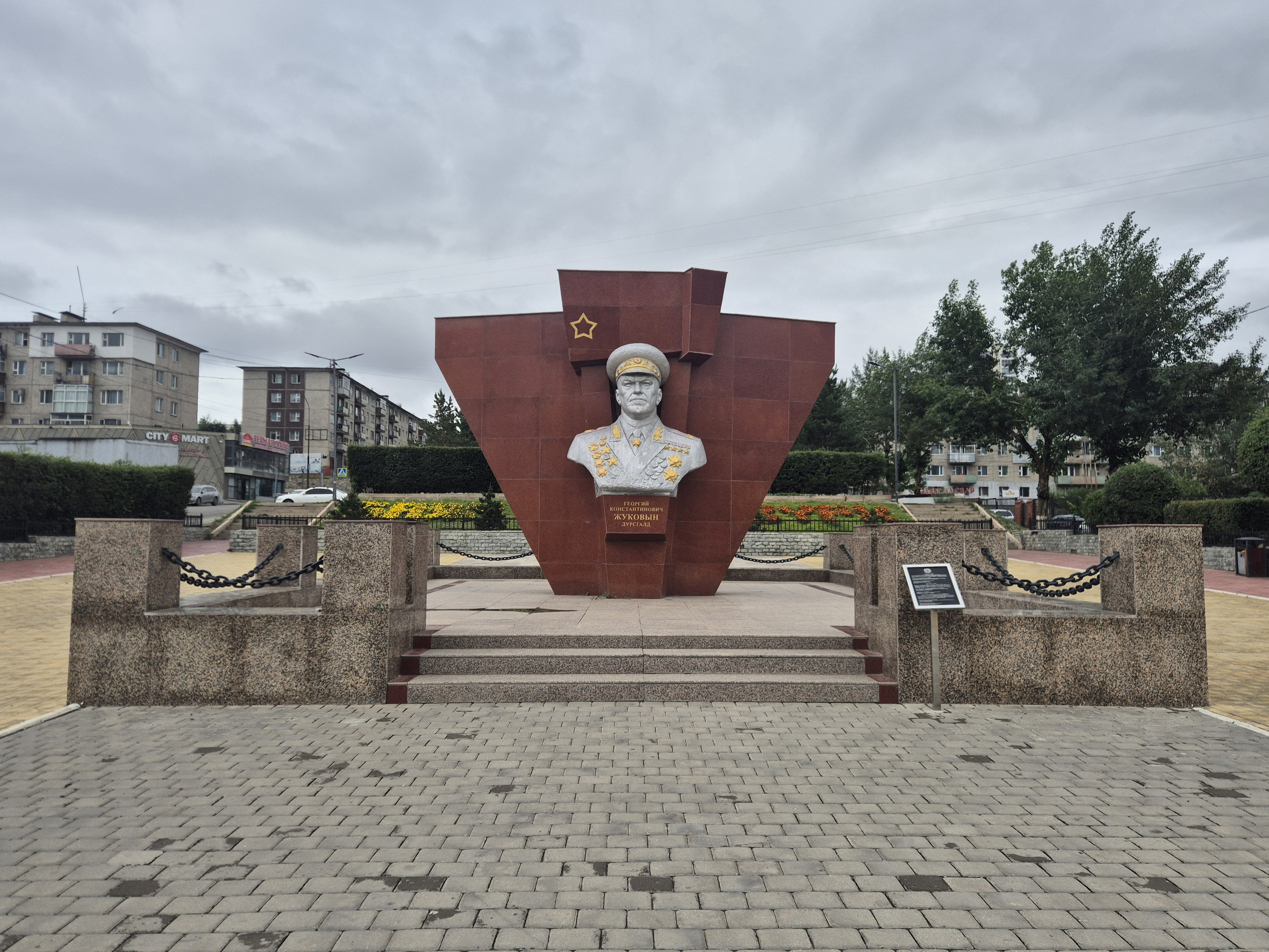
Monument dedicat lui Gheorghi Jukov, Ulaanbaatar, Mongolia.

În Uniunea Sovietică postbelică, adevărul era deseori sacrificat în scopuri propagandistice, iar criticile la adresa comandanților și armatei sovietice erau practic inexistente. Jukov este un exemplu unic al unui comandant sovietic care a fost criticat pentru tacticile sale. Asta, evident, a fost legat de schimbările pe scena politică de la Kremlin. Atunci când era la putere, era lăudat ca un mare erou ("Gheorghi – cel care ne-a adus Victoria"), iar, atunci când era căzut în dizgrație devenea "mareșalul canibal" (маршал-людоед). A rămas cel mai controversat comandant sovietic până în zilele noastre, bucurându-se de aprecieri diametral opuse publicate de cei din generația sa, de istorici militari sau de soldații care au luptat sub comanda lui.
Cariera militară a lui Jukov este la fel de diversă ca și opiniile despre ea. Nepăsarea crasă pentru viețile subordonaților săi se schimba deseori într-un mod diametral opus. Jukov petrecea mai mult timp decât restul comandanților sovietici cu antrenamentul pentru luptă  al trupelor și cu planificarea operațiunilor militare, ceea ce a dus de multe ori la pierderi mai mici decât ale altor generali sovietici. De exemplu, în bătălia pentru apărarea Moscovei din iarna anului 1941, Jukov a pierdut 139.586 de soldați, adică 13,6% din totalul trupelor sale. Prin comparație, într-o operațiune asemănătoare, generalul Kozlov a pierdut 39,4% din soldații aflați sub comanda lui lângă Kerci. Odată cu trecerea timpului, pierderile din rândul trupelor comandate de Jukov au devenit și mai mici, deși au fost considerate incredibil de mari după standardele armatelor altor state, pentru Armata Roșie aceste pierderi erau sub medie. În bătălia de la Berlin, Jukov a pierdut 4,1% dintre oamenii săi, în timp ce forțele lui Konev, care s-au confruntat cu o opoziție germană mai slabă, au pierdut 5% din efectiv, iar Rodion Malinovski a suferit pierderi cifrate la 8% din totalul efectivului în luptele pentru cucerirea Budapestei. 

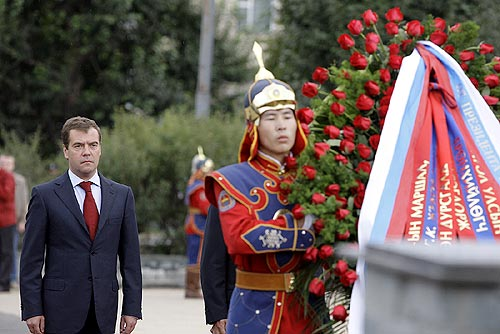
Dmitri Medvedev depunând flori la monumentul dedicat lui Gheorghi Jukov din Ulan Bator, Mongolia.

Totuși, brutalitatea și dorința de a avea succes indiferent de costuri au fost defecte imposibil de tăgăduit ale lui Jukov. Unul dintre cele mai cunoscute exemple este cel al acțiunilor lui Jukov din timpul luptelor pentru apărarea barajului de acumulare Istra (Истринское водохранилище). Generalul Rokossovski, care conducea una dintre armatele de sub comanda lui Jukov, a cerut permisiunea să se retragă pe o poziție mai avantajoasă, în 18 noiembrie 1941. Jukov a refuzat categoric să aprobe retragerea tactică. Rokossovski a trecut peste capul lui Jukov și a cerut direct ajutorul mareșalului Boris Șapoșnikov, șeful Marelui Stat Major. Acesta din urmă, apreciind corect situația lui Rokossovski, a dat imediat ordinul de retragere. Jukov a reacționat imediat. El a revocat ordinul superiorului său și l-a obligat pe Rokossovski să rămână pe poziții. Ca urmare, în scurtă vreme, armata lui Rokossovski a fost practic distrusă, germanii punând stăpânire pe malul estic al lacului de acumulare, extrem de important din punct de vedere strategic.
Susținătorii lui Jukov explică de cele mai multe ori brutalitatea mareșalului prin presiunea incredibilă la care era supus. În vreme ce orgoliul era un factor care juca un rol decisiv în multe dintre deciziile lui Jukov, este posibil să fi acționat în moduri discutabile și datorită fricii. De-a lungul războiului, Jukov a fost observat cu mai mare atenție decât orice alt comandant sovietic. Ordinele pentru prima sa sarcină importantă, apărarea Moscovei din iarna anului 1941, au fost tipărite în toate ziarele, însoțite fiind de portrete mari, un lucru nemaiîntâlnit până în acel moment. Stalin încerca să se pună la adăpost: iată omul responsabil pentru tot ce are să se întâmple. Poziția pe muchie de cuțit a lui Jukov este lesne de apreciat corect și pentru observatorii din zilele noastre. Sarcinile importante pe care le-a primit după victoria din fața Moscovei îi lăsau lui Jukov foarte puțin spațiu de manevră în cazul unui eșec. Pentru el, victoria, indiferent de costuri, devenea singura opțiune.
Jukov a fost, fără îndoială, un strateg strălucit, iar multe dintre bătăliile pe care le-a condus sunt exemple ale unora dintre cele mai strălucite victorii ale celui de-Al Doilea Război Mondial, care au dus la anihilarea inamicilor. Există dovezi că Jukov făcea mai mult decât alți generali sovietici pentru pregătirea operațiunilor militare și pentru pregătirea trupelor de sub comanda sa, dându-le oamenilor mai multe șanse de reușită. Odată luptele declanșate, Jukov se concentra exclusiv asupra obținerii victoriei. De fapt, el a fost un comandant sovietic tipic. Brutalitatea sa nu era cu nimic diferită de a altor comandanți sovietici, dar a fost doar mai bine cunoscută. Și încă mai există istorici ruși care apreciază că doar victoria a avut importanță, în ciuda pierderilor umane.

## Recompense
Jukov a fost recompensat cu numeroase ordine și medalii. A fost recompensat de patru ori cu titlul de Erou al Uniunii Sovietice. În afară de el, numai Brejnev a mai avut o asemenea onoare. Jukov a fost una din cele trei persoane care au primit de două ori Ordinul Victoriei. A primit ordinul polonez Virtuti Militari cu Marea Cruce și Stea. A fost răsplătit și cu ordinul american Legion of Merit.
Primul monument în cinstea lui Gheorghi Jukov a fost ridicat în Mongolia, în memoria victoriei de la Halhîn Gol. După prăbușirea Uniunii Sovietice, acest monument a fost unul dintre foarte puținele care nu a suferit de pe urma curentului antisovietic din fostele state comuniste.